# フランツ・アントン・ホフマイスター

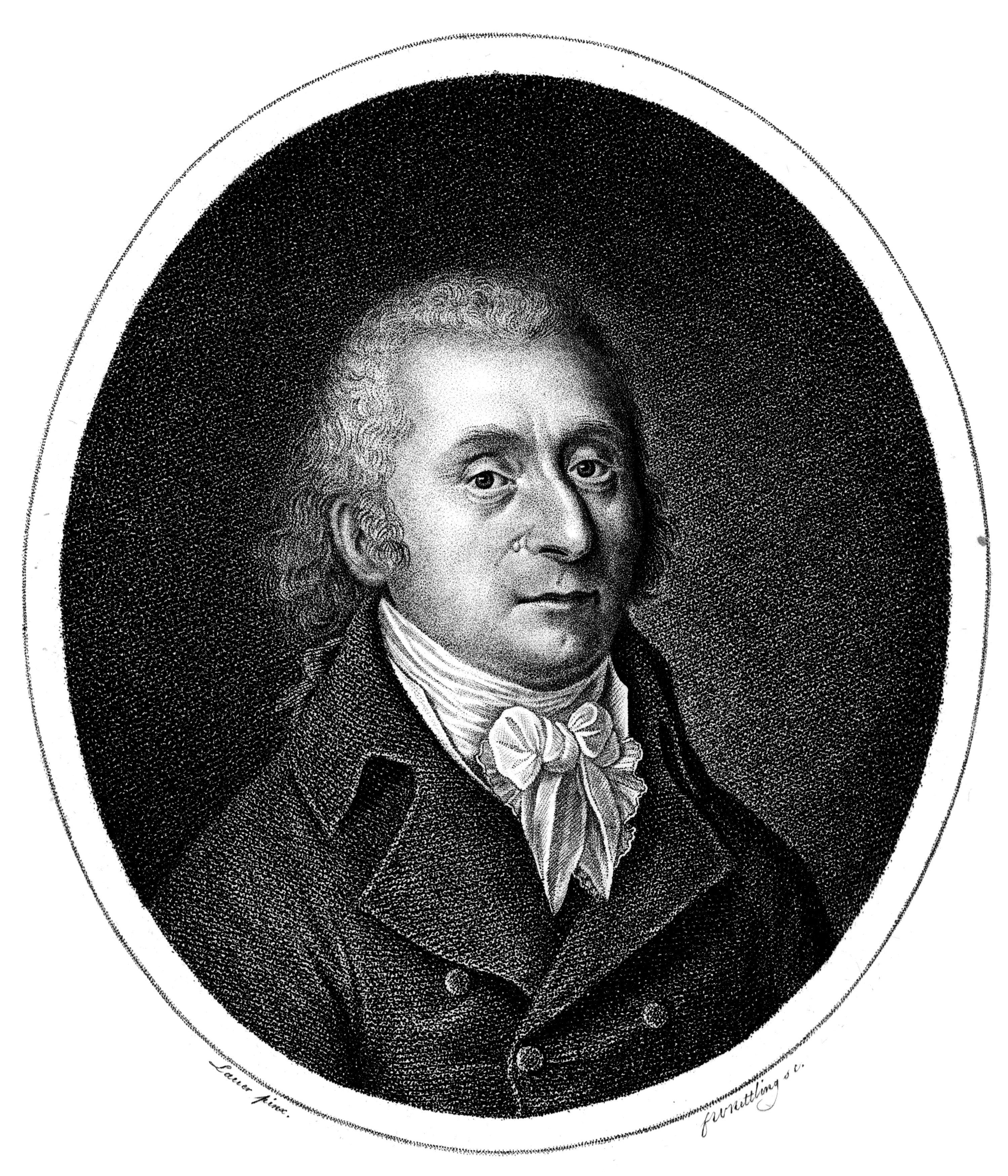
フランツ・アントン・ホフマイスター

フランツ・アントン・ホフマイスター（Franz Anton Hoffmeister, 1754年5月12日 – 1812年2月9日）は、ドイツおよびオーストリアの作曲家・楽譜出版者。

## 生涯
1754年、南西ドイツ（当時はハプスブルク領、現在はバーデン＝ヴュルテンベルク州に属する）のロッテンブルク・アム・ネッカーで生まれ、14歳で法律を学ぶためウィーンへ行く。しかし勉強していくうちに音楽で生きていこうと決め、その広く多様な作品をもってして、1780年代までにウィーンで最も人気のある作曲家の一人となった。
しかし今日におけるホフマイスターの評価は、音楽出版者としての活動が支えている。1785年までにウィーンの音楽出版ビジネスの先駆けのひとつとして、Artaria and company設立の5年後に次いで事業を設立した。ホフマイスターは自作や多くの当時重要な作曲家（ハイドン、モーツァルト、ベートーヴェン、クレメンティ、アルブレヒツベルガー、ディッタースドルフ、ヴァンハルなど）の作品を出版した。これら有名な作曲家たちはホフマイスターの個人的にも親しい仲にあった。モーツァルトは弦楽四重奏曲第20番をホフマイスターに捧げ、フルート四重奏曲第4番の変奏曲にホフマイスターの歌曲の主題を使っている。またベートーヴェンは手紙の中でホフマイスターを“もっとも愛しい兄弟”と綴っている。
ホフマイスターの出版活動は1791年にピークを迎えたが、その後は作曲活動へとシフトしたようである。彼のオペラの多くは1790年代はじめに作曲・上演されたが、ビジネスセンスの欠如と相まって、作曲数も減っていった。
1799年にホフマイスターとフルート奏者のフランツ・トゥルナーは遠く離れたロンドンまでのコンサートツアーに出発する。しかしオルガン奏者のアンブロージウス・キューネルと友人となったライプツィヒより遠くへは進まなかった。2人は“1年以内に”音楽出版業で提携する約束をし、Bureau de Musique（ビュロー・ドゥ・ミュジック）を設立した（のち1814年に買収されてペータース社となり、現在も著名な楽譜出版社として存続している）。彼らの出版物の中には1802年に出版されたバッハの鍵盤楽曲集第１巻もあった。1805年までホフマイスターはウィーンの会社とライプツィヒの新しい出版社を行き来していたが、同年3月にビュロー・ドゥ・ミュジックの独占的な所有権をキューネルに譲渡した。ホフマイスターの関心は危機にあったウィーンの会社にあり、1806年には作曲の時間を取るためにChemische Druckerey（ケーミッシェ/ヒェーミッシェ・ドゥルッケライ）に売却したと言われている。
1812年、ホフマイスターはウィーンに没した。作曲家としても同年代の作曲家たちに高く評価され、没年に出版されたエルンスト・ルートヴィヒ・ゲルバーの「Neues Lexikon der Tonkünstler（直訳：音楽家のための新しい用語集）」では次のように語られている。

彼の多種多様な作品を一目見れば、この作曲家の勤勉さと聡明さを賛美することだろう….彼は豊かな感情表現だけでなく、おもしろさ、ふさわしい楽器の使い分け、そして実用性に富んだ作品によって、彼自身の受けるに値する広い評価を得た。この最後の特色において、我々はすべての楽器における名手であったかのような彼の楽器に関する知識に感謝しなければならない。

ホフマイスターの多様な全作品の中で有名なのはフルートのための作品で、協奏曲だけでなく、フルートが主役の室内楽もある。これらの作品の多くはフルートが最も魅力的な楽器と考えたウィーンの数多のアマチュア音楽家とともに作曲された。フルートの作品以外に、少なくとも8つのオペラ、50以上の交響曲、多数の協奏曲（少なくとも25曲はフルート協奏曲で、他にヴィオラ協奏曲がある）、多数の室内音楽、ピアノ曲、いくつかの歌曲集などがある。

## 作品

### 作品番号あり
この一覧は主に独語版ウィキペディアによる。
- Op.5 ヴァイオリンとチェロのための協奏的二重奏曲 No.1～3
- Op.6? ヴァイオリンとチェロのための二重奏曲 No.1～3
- Op.7 ヴァイオリンとヴィオラのための二重奏曲 No.1～3
- Op.10 弦楽四重奏曲 No.1～6
- Op.13 ヴァイオリンとヴィオラのための二重奏曲 No.1～6
- Op.14 弦楽四重奏曲 No.1～3
- Op.19 ヴァイオリンとヴィオラのための二重奏曲 No.1～6
- Op.20 弦楽四重奏曲 No.1～6
- Op.24 ピアノ協奏曲 ニ長調 [1]
- Op.27 フルート四重奏曲 ハ短調 [2]
- Op.29 カルテット・コンチェルタンテ No.1～3
- Op.30 2つのフルートのための二重奏曲 No.1～3
- Op.31 2つのフルートとチェロのための三重奏曲 No.1～6
- Op.35? フルート五重奏曲 No.1～2
- Op.35? 独奏フルートのための前奏曲または練習曲
- Op.38 フルートとオーボエ（またはヴァイオリン）のための二重奏曲 No.1～3
- Op.49? 2つのフルートのための二重奏曲 No.1～6
- Op.49? 2つのフルートのためのソナタ 変ロ長調
- Op.51 2つのフルートのための二重奏曲 No.1～6
- Op.62 弦楽四重奏曲
- Op.65 ヴァイオリンとヴィオラのための二重奏曲 No.1～6

### 作品番号なし
- 2本のクラリネットのための協奏曲 変ホ長調 [3]
- クラリネット協奏曲 変ロ長調 [4]
- ヴィオラ協奏曲 ニ長調 [5]
- フルート協奏曲 ニ長調 [6]
- 2本のフルートのための6つのアリア
- ヴァイオリンのためのカプリース
- ヴィオラのための12の練習曲
- フルートと弦楽のための12の変奏曲